# Olympische Winterspiele 2002/Biathlon – Staffel (Männer)
Die 4 × 7,5-km-Staffel der Männer im Biathlon bei den Olympischen Winterspielen 2002 wurde am 20. Februar in Soldier Hollow ausgetragen. Es gingen insgesamt 19 Staffeln an den Start.

## Ergebnisse
| Rang | #  | Nation                                                                         | Strafrunden + Nachlader                  | Zeit                                                        | Defizit (min) |
| ---- | -- | ------------------------------------------------------------------------------ | ---------------------------------------- | ----------------------------------------------------------- | ------------- |
| 1    | 1  | Norwegen Halvard Hanevold Frode Andresen Egil Gjelland Ole Einar Bjørndalen    | 0+5 0+3 0+1 0+0 0+2 0+1 0+0 0+1 0+2 0+1  | 1:23:42,3 h 22:09,1 min 20:17,2 min 20:45,7 min 20:30,3 min | –             |
| 2    | 6  | Deutschland Ricco Groß Peter Sendel Sven Fischer Frank Luck                    | 1+4 0+5 0+0 0+3 0+1 0+1 1+3 0+1 0+0 0+0  | 1:24:27,6 h 22:20,2 min 20:47,5 min 21:13,9 min 20:06,0 min | +0:45,3       |
| 3    | 4  | Frankreich Gilles Marguet Vincent Defrasne Julien Robert Raphaël Poirée        | 0+3 0+3 0+1 0+0 0+1 0+1 0+1 0+2 0+0 0+0  | 1:24:36,6 h 22:25,1 min 20:22,1 min 21:36,3 min 20:13,1 min | +0:54,3       |
| 4    | 5  | Russland Wiktor Maigurow Sergei Roschkow Sergei Tschepikow Pawel Rostowzew     | 0+3 0+6 0+0 0+0 0+2 0+1 0+0 0+2 0+1 0+3  | 1:24:54,4 h 21:51,4 min 20:56,5 min 21:24,8 min 20:41,7 min | +1:12,1       |
| 5    | 8  | Tschechien Petr Garabík Ivan Masařík Roman Dostál Zdeněk Vítek                 | 0+6 0+6 0+1 0+0 0+3 0+2 0+1 0+3 0+1 0+1  | 1:26:36,1 h 22:42,3 min 21:33,4 min 21:17,4 min 21:03,0 min | +2:53,8       |
| 6    | 2  | Österreich Christoph Sumann Wolfgang Perner Wolfgang Rottmann Ludwig Gredler   | 0+2 0+7 0+0 0+1 0+0 0+2 0+1 0+3 0+1 0+1  | 1:26:58,9 h 22:36,3 min 21:21,1 min 21:35,3 min 21:26,2 min | +3:16,6       |
| 7    | 13 | Ukraine Wjatscheslaw Derkatsch Oleksandr Bilanenko Roman Pryma Ruslan Lyssenko | 1+5 1+7 0+0 1+3 1+3 0+1 0+0 0+2 0+2 0+1  | 1:27:02,2 h 22:52,2 min 22:06,4 min 21:10,3 min 20:53,3 min | +3:19,9       |
| 8    | 3  | Belarus Oleksij Ajdarow Aljaksandr Syman Aleh Ryschankou Wadsim Saschuryn      | 0+3 1+9 0+1 0+2 0+0 0+2 0+2 1+3 0+0 0+2  | 1:27:12,0 h 22:53,9 min 21:22,7 min 21:53,1 min 21:02,3 min | +3:29,7       |
| 9    | 15 | Polen Wiesław Ziemianin Wojciech Kozub Krzysztof Topór Tomasz Sikora           | 1+3 0+4 0+0 0+3 1+3 0+0 0+0 0+0 0+0 0+1  | 1:27:35,4 h 22:58,0 min 21:49,3 min 21:26,3 min 21:21,8 min | +3:53,1       |
| 10   | 7  | Slowenien Aleksander Grajf Tomaž Globočnik Janez Marič Marko Dolenc            | 0+4 4+10 0+0 1+3 0+1 0+1 0+1 2+3 0+2 1+3 | 1:28:23,6 23:31,5 min 20:45,5 min 21:52,0 min 22:14,6 min   | +4:41,3       |
| 11   | 12 | Estland Janno Prants Indrek Tobreluts Dimitri Borovik Roland Lessing           | 0+4 1+7 0+0 0+2 0+3 1+3 0+1 0+0          | 1:28:38,2 h 22:21,4 min 21:27,8 min 22:32,2 min 22:16,8 min | +4:55,9       |
| 12   | 9  | Finnland Ville Räikkönen Timo Antila Paavo Puurunen Vesa Hietalahti            | 0+9 1+6 0+1 0+1 0+3 1+3 0+3 0+0 0+2 0+2  | 1:28:52,7 h 23:14,9 min 22:23,7 min 21:30,3 min 21:43,8 min | +5:10,4       |
| 13   | 14 | Japan Hironao Meguro Hidenori Isa Kyōji Suga Yukio Mochizuki                   | 0+4 2+10 0+1 1+3 0+1 0+2 0+0 1+3 0+2 0+2 | 1:29:04,4 h 23:33,3 min 21:24,7 min 21:55,8 min 22:10,6 min | +5:22,1       |
| 14   | 10 | Schweden Carl Johan Bergman Henrik Forsberg Tord Wiksten Björn Ferry           | 0+4 1+6 0+1 0+0 0+1 0+1 0+1 0+2 0+1 1+3  | 1:29:52,8 h 22:58,4 min 21:03,8 min 22:46,9 min 23:03,7 min | +6:10,5       |
| 15   | 19 | Vereinigte Staaten Jeremy Teela Jay Hakkinen Dan Campbell Lawton Redman        | 0+8 2+10 0+3 1+3 0+3 0+1 0+1 1+3 0+1 0+3 | 1:30:27,1 h 23:06,9 min 21:55,0 min 23:01,0 min 22:24,2 min | +6:44,8       |
| 16   | 16 | Italien Paolo Longo René Cattarinussi Devis Da Canal Wilfried Pallhuber        | 0+5 5+7 0+1 3+3 0+2 0+0 0+1 2+3 0+1 0+1  | 1:30:56,3 h 24:02,2 min 21:20,6 min 23:38,4 min 21:55,1 min | +7:14,0       |
| 17   | 11 | Lettland Oļegs Maļuhins Jēkabs Nākums Gundars Upenieks Ilmārs Bricis           | 2+5 1+7 0+2 1+3 0+0 0+0 0+0 0+2 2+3 0+2  | 1:32:00,8 h 23:54,4 min 21:50,3 min 22:20,1 min 23:56,0 min | +8:18,5       |
| 18   | 18 | Schweiz Roland Zwahlen Matthias Simmen Jean-Marc Chabloz Dani Niederberger     | 2+6 3+10 1+3 0+2 1+3 3+3 0+0 0+2 0+0 0+3 | 1:32:50,5 h 23:30,9 min 24:13,1 min 21:32,4 min 23:34,1 min | +9:08,2       |
| 19   | 17 | Großbritannien Jason Sklenar Mark Gee Michael Dixon Hugh Pritchard             | 0+9 0+7 0+3 0+1 0+2 0+3 0+1 0+1 0+3 0+2  | 1:36:06,0 h 24:38,4 min 23:17,3 min 23:28,9 min 24:41,4 min | +12:23,7      |